# Ballada o człowieku spokojnym
Ballada o człowieku spokojnym – polski telewizyjny film psychologiczno-obyczajowy z 1990 roku w reżyserii Franciszka Trzeciaka i z jego scenariuszem. Adaptacja opowiadania Czesława Czerniawskiego o tym samym tytule.

## Zarys fabuły
Akcja filmu rozgrywa się tuż po wojnie na Dolnym Śląsku. W jednej z wsi osiedlają się Jan i jego spodziewająca się dziecka żona – Janina. W tragicznych okolicznościach ginie żołnierz Bartek, na jego cześć małżeństwo nadaje synowi imię Bartłomiej.

## Obsada
- Franciszek Trzeciak jako Jan
- Tatiana Sosna-Sarno jako Janina
- Miłogost Reczek jako żołnierz Bartek
- Andrzej Wojaczek jako oficer SS
- Jerzy Zygmunt Nowak jako Bronisław Ziemlak
- Andrzej Kowalik jako milicjant Staśka
- Maria Klejdysz jako Greta Mutter
- Wanda Sikora jako Ziemlakowa
- Mieczysław Janowski jako SS-mann
- Krzysztof Rogacewicz